# Lou Chauvain
 (janvier 2021).
Lou Chauvain est une actrice française née le 15 mars 1986 à Montpellier.

## Biographie
Native de Montpellier, Lou Chauvain grandit à Sète, puis à Perpignan où elle passe un bac, option théâtre, avant de rejoindre la capitale où elle passe le concours de l’école nationale supérieure d’art dramatique.
Formée au Conservatoire national supérieur d'art dramatique dans les classes de Dominique Valadié et de Nada Strancar et à l'École supérieure d'art dramatique de Paris (ESAD), Lou travaille à la fois au théâtre, au cinéma, et à la télévision. En 2012 elle gagne le prix Silvia Monfort (prix du public et du jury). Au théâtre, elle travaille avec de nombreux metteurs en scène dont Georges Lavaudant, Adel Hakim, Dominique Valadié, Nada Strancar, Yves Beaunesne, Joséphine de Meaux, Jade Herbulot, Julie Bertin, etc. Avec le Birgit Ensemble créé dans sa promo au Conservatoire, ils jouent la tétralogie consacrée à l’Europe présentée entre autres dans le In du Festival d'Avignon en 2017. Elle tourne en parallèle pour la télévision dans des unitaires et dans des séries comme Fais pas ci, fais pas ça, Péplum, Dix pour cent, etc. Au cinéma on a pu la voir dans les films de Diastème, Benjamin Guedj, Nicolas Pariser, Éric Barbier, etc.
En 2021 elle est au Théâtre du Rond-Point dans une pièce écrite et mise en scène par Alessandro Baricco.

## Filmographie

### Cinéma

#### Longs métrages
- 2023 : Sur les chemins noirs de Denis Imbert : Julia
- 2020 : J'adore ce que vous faites de Philippe Guillard : Clara
- 2018 : Le Doudou de Philippe Mechelen et Julien Hervé : Léa
- 2018 : La Promesse de l'aube d'Éric Barbier : Mariette
- 2016 : Juillet Août de Diastème : Moon
- 2015 : Le Grand Jeu de Nicolas Pariser : Lorca
- 2013 : Libre et assoupi de Benjamin Guedj : Nathalie

#### Courts métrages
- 2024 : La Réputation d'Emmanuel Mouret et Carmen Leroi
- 2016 : Texte à trous de Chloé Marcais (compétition officielle au Festival du film de Sète)
- 2013 : Les Accidentées de l'Obiou de Bastien Ehouzan
- 2009 : Petit Traité de la manipulation de Salomé Villiers
- 2004 : 100 précédents de Nicolas Alberny (Grand Prix du Jury, Paris Image'in 2006)

### Télévision

#### Téléfilms
- 2016 : La Main du mal de Pierre Aknine
- 2014 : The Big O de Pierre Aknine
- 2013 : Pourquoi personne ne me croit ? de Jacques Fansten
- 2011 : Merlin de Stéphane Kappes : Camélia
- 2011 : Moi à ton âge de Bruno Garcia : Diane

#### Séries télévisées
- 2021 : HPI (saison 2, épisode 6 « S comme Italie »), réalisé par Jean-Christophe Delpias : Vera Borgman
- 2019 : Mouche de Jeanne Herry
- 2017 : Dix pour cent (saison 2) de Jeanne Herry
- 2016 : Fais pas ci, fais pas ça (saison 9) de Philippe Lefebvre : Géraldine
- 2015 : Peplum[3] de Philippe Lefebvre : Lydia
- 2011 : Le Jour où tout a basculé (saison 1 : Tu ne seras pas actrice, ma fille !) : Léa

## Théâtre
- 2021 : Smith & Wesson[5]  d'après Alessandro Baricco, mise en scène d'Alessandro Baricco, Théâtre de Liège, Théâtre de Namur & Tournée
- 2017 : Dans les ruines d'Athènes[6] du Birgit Ensemble et mise en scène par Julie Bertin & Jade Herbulot, Festival d'Avignon IN 2017 & Tournée
- 2017 : Memories of Sarajevo[7] du Birgit Ensemble et mise en scène par Julie Bertin & Jade Herbulot, Festival D'Avignon IN 2017 & Tournée
- 2017 : Hotel Feydeau de Georges Feydeau et mise en scène pas Georges Lavaudant, Théâtre de l'Odéon[8] & Tournée
- 2016 : Lettres à Élise de Jean-François Viot et mise en scène par Yves Beaunesne, Scène Nationale d'Angoulême, Théâtre de l'Atalante & Tournée
- 2015 : Berliner Mauer : Vestiges du Birgit Ensemble et mise en scène par Julie Bertin & Jade Herbulot, Théâtre Gérard Philippe (TGP) & Theatre des Quartiers d'Ivry
- 2015 : Je descends souvent dans ton cœur[9] de Flore Grimaud et mise en scène par Benjamin Guedj, Ciné 13 & Festival des Mises en Capsule
- 2015 : La Double Inconstance de Marivaux mise en scène par Adel Hakim, Theatre des Quartiers d'Ivry
- 2010 : Le Bourgeois gentilhomme de Molière par Eclat Théâtre, Théâtre de la Porte St Martin & Théâtre de Paris
- 2009 : Edgard et sa bonne d'Eugène Labiche et mise en scène par Benjamin Kerautret
- 2009 : Ruy Blas de Victor Hugo mise en scène par Benjamin Kerautret
- 2009 : No Man's Land de Harold Pinter mise en scène par Gilles Cohen
- 2008 : Dommage que ce soit une putain de John Ford et mise en scène par Benjamin Kerautret
- 2007 : Têtes rondes et têtes pointues de Bertolt Brecht et mise en scène par P. Castagné & R. Lagarde
- 2006 : Le Songe d'une nuit d'été de William Shakespeare et mise en scène par Fabrice Eberhard
- 2005 : Le Malade imaginaire de Molière et mise en scène par Fabrice Eberhard

## Distinctions
- 2010 : Prix Silvia Monfort 2010 - Prix du Public et Prix du Jury